# Municipio de Clark (condado de Pope)
El municipio de Clark (en inglés: Clark Township) es un municipio ubicado en el condado de Pope en el estado estadounidense de Arkansas. En el año 2010 tenía una población de 3386 habitantes y una densidad poblacional de 41,12 personas por km².

## Geografía
El municipio de Clark se encuentra ubicado en las coordenadas 35°20′4″N 93°14′19″O / 35.33444, -93.23861. Según la Oficina del Censo de los Estados Unidos, el municipio tiene una superficie total de 82.35 km², de la cual 66,17 km² corresponden a tierra firme y (19,64 %) 16,17 km² es agua.

## Demografía
Según el censo de 2010, había 3386 personas residiendo en el municipio de Clark. La densidad de población era de 41,12 hab./km². De los 3386 habitantes, el municipio de Clark estaba compuesto por el 94,68 % blancos, el 0,92 % eran afroamericanos, el 0,71 % eran amerindios, el 1,39 % eran asiáticos, el 0,53 % eran de otras razas y el 1,77 % eran de una mezcla de razas. Del total de la población el 1,59 % eran hispanos o latinos de cualquier raza.